# Rockstar Toronto
Rockstar Toronto（前身為Rockstar Canada）是一個Rockstar Games旗下的電子遊戲開發公司。该公司于1994年成立，最初名称为Alternative Reality Technologies，隶属于GameTek旗下的英国分部，1997年，GameTek申请了破产保护，并宣布解散，该公司包括英国分部的部分资产被卖给Take-Two Interactive，GameTek的英国分部成为Take-Two欧洲分部，而Alternative Reality Technologies划归Rockstar Games并更名为Rockstar Canada。2002年，由于Take-Two Interactive收购了Barking Dog Studios并更名为Rockstar Vancouver，Rockstar Canada改为现名。2012年7月9日，Take-Two Interactive宣布扩大该工作室的规模，得到了加拿大安大略省政府的支持，当日Rockstar Vancouver宣布解散，原有的Rockstar Vancouver全体人员被分配到该工作室继续工作。
该工作室唯一开发的游戏作品是《戰士聯盟幫》，游戏发布之后在业界广受好评，美国各大游戏媒体对《戰士聯盟幫》做出了很高的评价，之后在2008年更是将《侠盗猎车手IV》移植到PC平台，2012年还辅助Rockstar Vancouver与Rockstar North等工作室开发《江湖本色3》，2013年还参与了《侠盗猎车手V》的开发。

## 外部連結
- 官方网站
- 莫比游戏上的《Rockstar Toronto》（英文）